# انجمن دانشجویان نروژی
انجمن دانشجویان نروژی (نروژی: Det Norske Studentersamfund) که با حروف اختصاری (DNS) نیز شناخته می‌شود، یک سازمان دانشجویی است. این انجمن در دوم اکتبر سال ۱۸۱۳م، به ابتکار تنی چند از دانشجویان دانشگاه «فردریک» که امروز دانشگاه اسلو نامیده می‌شود، بنیان‌گذاری شد. انجمن دانشجویان نروژی، قدیمیترین انجمن دانشجویی دایر درنروژ و یکی از قدیمیترین انجمنهای دانشجویی دایر در جهان است. مقر اصلی این انجمن در محله بلیندرن در اسلو، پایتخت نروژ واقع شده‌است.

## پیشینه
اگرچه انجمن دانشجویان نروژی، طبق سنت، بیشتر به همت دانشجویان دانشگاه اسلو اداره شده و می‌شود، اما در واقع یک انجمن عمومی برای همه دانشجویان اسلو، صرف نظر از تعلق دانشگاهی است.
امروزه انجمن دانشجویان نروژی، به صورت یک مرکز هماهنگی عمل کرده و همه فعالیتهای که در محل انجمن به عمل می‌آیند را سازمان داده و هدایت می‌کند. این فعالیت‌ها توسط کمیته‌های تحت نظارت انجمن ترتیب داده شده یا به ابتکار دیگر انجمن‌های وابسته یا مستقل شکل داده می‌شوند. تنوع مواردی که تحت پوشش و حمایت انجمن دانشجویان نروژی، قرار می‌گیرند بسیار بالاست و شامل فعالیت‌های فرهنگی، صنفی، سیاسی، علمی، ادبی و اجتماعی شده و ضرورتاً تنها به حوزه فعالیت‌های دانشجویی محدود نمی‌شود. از جمله انجمنهای وابسته یا انجمن‌های دارای همکاری، واقع در محل انجمن، می‌توان کانون فیلم و تئاتر دانشجویان را نام برد.
 «خوک طلایی» عنوان مراسمی است که اعضای انجمن از سال ۱۸۵۹م، هر چهار سال یکبار به صورت نسخه ای تمسخرآمیز از یک جشن برگزار می‌کنند. تصویری از مقام عالیجناب خوک طلایی که پرچمی در دست دارد نیز در نشان واره انجمن، دیده می‌شود.

### تأسیس
انجمن دانشجویان نروژی، در ۲ اکتبر ۱۸۱۳م، برابر با شنبه، ۱۰ مهر ۱۱۹۲خ، تنها اندکی پس از پذیرش اولین دانشجویان در دانشگاه سلطنتی فردریک، که امروزه دانشگاه اسلو نامیده می‌شود، تأسیس شد. دانشگاه فردریک از دو سال قبل یعنی سال ۱۸۱۱م، به صورت رسمی تأسیس شده بود، اما کلاسهای درسی تا پاییز سال ۱۸۱۳م، برگزار نشد. تمامی دانشجویان این دانشگاه در آن زمان، در تأسیس انجمن شرکت داشتند، اما تعداد آنها بیشتر از ۱۸ نفر نبود.
هدف دانشجویان از تأسیس این انجمن، ایجاد و افزایش روحیه همبستگی در بین اعضاء از طریق مشارکت در فعالیتهای علمی و تفریحی بود. تعریف رسمی از هدف انجمن در ماده مربوط در اساسنامه انجمن، از سال ۱۸۲۰م، باقی مانده‌است، اما همان ذهنیت اعضای مؤسس را بازتاب می‌دهد؛ یعنی آمیزه ای از معنویات عالی انسانی و تعامل اجتماعی که بعدها به یک مؤلفه اصلی در تعریف هویت دانشجویی و تعهد اجتماعی دانشگاهیان تبدیل شد.

در آغاز فعالیت انجمن، بازتابی در محیط‌های غیر دانشجویی نداشت و به روابط اعضاء محدود می‌شد. پذیرش اعضای جدید از طریق معرفی و به رأی اعضای قدیمیتر انجام می‌شد. اما به زودی از همان دهه ۱۸۲۰م، این وضع تغییر کرد و انجمن در محافل غیر دانشجویی نفوذ پیدا کرد. اولین مواردی که باعث جلب توجه مردم عادی به انجمن شد، اختلافاتی بود که بر سر برگزاری جشن ۱۷ ماه مه به مناسبت تصویب اولین قانون اساسی نروژ، وجود داشت. دو گرایش فرهنگی وابسته به اطرافیان یوهان سباستین ولهاون و هنریک ورگلاند، اولین درگاه ورود مناسبات سیاسی به درون انجمن بودند. محیط انجمن به زودی عرصه ای برای بحث سیاسی و قدرت آزمایی فرهنگی در بین شخصیتهای مطرح اجتماعی شد. بسیاری از عقاید نو، اولین بار در محدوده فعالیت این انجمن شکل گرفته و بعد در ابعاد اجتماعی گسترش یافتند. انتخاب بیورنستیرنه بیورنسون در سال ۱۸۶۹م، به عنوان رئیس انجمن، مقدمه ای بود برای دو دهه مبارزه پر حرارت ادبی، فرهنگی و سیاسی که انجمن را به یک کانون اصلی در تعیین دستورکار مباحث اجتماعی تبدیل کرد.

### گسترش دامنه فعالیت
دامنه فعالیت انجمن دانشجویان نروژی، به تدریج گسترش یافت. در سال ۱۸۱۵م، انجمن، کتابخانه ای تأسیس کرد. در سال ۱۸۳۴م، تئاتر دانشجویی به راه افتاد. در سال ۱۸۶۴م، انجمن، با برگزاری کلاس‌های آزاد و رایگان، یک نهضت آموزش و آگاه‌سازی عمومی را رهبری کرد که امروز وجود و فعالیت دانشگاه مردم، ثمره ای از آن است. بعدها فعالیت‌های انجمن تنوع بیشتری پیدا کرد و بستری شد که در آن، یکسری گروه‌های متشکل سیاسی و اجتماعی جوانه زدند.
در اولین سالهای تأسیس انجمن، مکان ثابتی برای ملاقات اعضاء وجود نداشت و اعضای انجمن به اقتضای شرایط، گاه موقتاً اتاقی در نزدیکی دانشگاه اجاره می‌کردند و گاه حتی منزل یکی از اعضاء را محل ملاقات قرار می‌دادند. اما از دهه ۱۸۵۰م، یک جنبش جمع کمک مالی برای تهیه یک مکان ثابت به راه افتاد. اقشار بسیاری با اهدای کمک مالی از این جنبش حمایت کردند. به ابتکار گروهی دانشجو در کپنهاگ، یک صندوق خیریه، ایجاد شد و به شکل نمادین یک قلک به انجمن دانشجویان نروژی، هدیه شد. این قلک که بنا بر سنت قلک کودکان درکشورهای اسکاندیناوی، شکل مجسمه یک خوک را داشت، نقطه آغازی بود که بعدها تصویر خوک طلایی برنشان واره انجمن، نقش شود. مراسم خوک طلایی که هر ۴ سال یکبار، از سال ۱۸۵۹م، توسط انجمن برگزار می‌شود، برای زنده کردن یاد و قدردانی از کسانی است که در آن سالها با جمع کمک مالی از انجمن حمایت کرده و تحقق اولین آرمان‌های انجمن را ممکن ساختند. این قلک پس از گذشت چند سال شکست، اما به زودی یک قلک جدید که توسط زندانیان از چوب تراشیده شده بود، به انجمن هدیه شد و جای قلک شکسته را پر کرد. در سال ۱۸۶۰م. سرانجام دانشجویان و اعضای انجمن توانستند به یک مکان ثابت که به انجمن اختصاص داشت، نقل مکان کنند. این مکان که در نزدیکی دانشگاه اسلو قرار داشت، دارای فضای کافی برای تمرکز کتابخانه، سالن مطالعه، سالن غذاخوری، قهوه‌خانه و سالن همایش در یک محل بود. در عمل این محل تبدیل به باشگاهی شد که در آن به غیر دانشجویان و دانشگاهیان، کارمندان اداری، سیاستمداران، هنرمندان و نویسندگان گرد آمده و با هم از نزدیک آشنا می‌شدند.

### جنگ جهانی دوم
انجمن دانشجویان نروژی، تا سال ۱۹۱۸م، در همین محل مستقر بود. در سالهای بین دو جنگ جهانی، انجمن عرصه ای بود برای مبارزه عقاید ایدئولوژیک و غالباً تحت سلطه گرایش‌های چپ قرار داشت. بعد از اشغال نروژ در طول سالهای جنگ جهانی دوم، در سال ۱۹۴۰م، انجمن به دلیل ضدیت با نیروهای اشغالگر تعطیل شد و نخست پس از پایان جنگ، در سال ۱۹۴۵م، دوباره گشایش یافت.

در سال ۱۹۵۱م، انجمن مجدداً در مکان ثابتی مستقر شد. این مکان جدید یک کاباره قدیمی بود که به همت دانشجویان تبدیل به یک باشگاه دانشجویی شامل سالن نمایش، استراحتگاه، و قهوه‌خانه شد. این محل نیز مدتها به صورت کانون اصلی آشنایی دانشجویان و شخصیتهای برجسته اجتماعی عمل می‌کرد. سیاستمداران در مناظراتی که به ابتکار انجمن ترتیب داده می‌شد با اشتیاق شرکت می‌کردند و مطبوعات با علاقه این مناظرات را پوشش و بازتاب می‌دادند. هر چند به مرور تماشاچیان بحث بنا بر گرایش سیاسی خود، در دو سمت چپ و راست سالن، به صورت جداگانه می‌نشستند، اما روح دوستی همگانی هرگز از میان نرفت.

### انتقال به خانه جدید
سرانجام پس از ۵۰ سال بحث و کشمکش بر سر احداث یک مکان جدید که گنجایش لازم را برای پوشش نیازهای انجمن، طبق معیارهای زمان داشته باشد، این آرزوی دیرین به تحقق پیوست و در سال ۱۹۷۱م، ساختمان شاتونف گشایش یافت و انجمن دانشجویان نروژی، توانست از امکانات این ساختمان بهره‌مند شود. یک ساختمان به سبک معماری نوین که اصولاً به منظور برگزاری همایش‌های بزرگ طراحی شده بود و گنجایش هزاران نفر را داشت.

با نفوذ جنبش چپ رادیکال در اواخر دهه ۱۹۶۰م، فضای بحث‌های دانشجویی تغییر کرد و لحن تندی به خود گرفت. جنبش چپ رادیکال که از لحاظ عقیدتی به ایدئولوژی مارکسیسم–لنینیسم و مائوئیسم وابسته بود، تقریباً بدون وقفه بر فضای جامعه دانشجویی در اسلو حاکم بود. با عقب‌نشینی جنبش چپ رادیکال، در اواسط دهه ۱۹۸۰م، بار سیاسی انجمن کاهش یافت. پس از یک دوره کوتاه که همراه با تسلط محافظه کاران بر هیئت مدیره انجمن بود، مدیریت انجمن از سیاست فاصله گرفت و بار دیگر مباحث فرهنگی و هنری اولویت یافت. در سال ۱۹۹۸م، بعد از آن که ساختمان شاتونف، مدتی به دلایل مالی در اشتراک با بخش تجاری بود، توسط دانشگاه اسلو خریداری شد و در سال ۱۹۹۹م، به عنوان خانه فرهنگ دانشجویان بازگشایی شد.